# Verfall und Untergang
Verfall und Untergang (englischer Originaltitel: Decline and Fall) ist ein satirischer Roman des britischen Schriftstellers Evelyn Waugh, der teilweise auf eigenen Erfahrungen als Schüler und Lehrer an Privatschulen basiert und erstmals im Jahr 1928 veröffentlicht wurde. Es war der erste Roman von Waugh, der in den Buchhandel kam. Ein früherer Entwurf mit dem Titel The Temple at Thatch war von Waugh noch als Manuskript zerstört worden. Der Roman erschien in deutscher Sprache erstmals 1953 in der Übersetzung von Hermen von Kleeborn unter dem Titel Auf der schiefen Ebene. Die zweite Übersetzung von Ulrike Simon, die im Jahre 1984 herauskam, trug denselben Titel. Die Übersetzung von Andrea Ott, die 2014 auf den deutschsprachigen Buchmarkt kam, lehnt sich mit dem Titel Verfall und Untergang enger an den englischen Originaltitel an.
Wie mehrere Romane Waughs gilt auch Verfall und Untergang als ein Klassiker der britischen Literatur des 20. Jahrhunderts. Die britische Zeitung The Guardian nahm die Satire 2009 in die Liste der 1000 Romane auf, die jeder gelesen haben muss, und 2015 wählten 82 internationale Literaturkritiker und -wissenschaftler den Roman zu einem der bedeutendsten britischen Romane.

## Hintergrund
Verfall und Untergang basiert zum Teil auf Erfahrungen Waughs als Internatsschüler am Lancing College, seiner Studentenzeit am Hertford College, Oxford und seinen Erfahrungen als Lehrer an einem Internat im Norden von Wales. Mit dem für Waugh typischen schwarzen Humor werden verschiedene Merkmale der britischen Gesellschaft der 1920er Jahre ironisch beleuchtet. Der Roman ist eine Anspielung auf Edward Gibbons The History of the Decline and Fall of the Roman Empire und Oswald Spenglers kulturphilosophisches Werk Der Untergang des Abendlandes, das 1926 in Großbritannien erschienen war. Waugh hatte beide Werke gelesen, während er an seinem Roman arbeitete. Waughs Satire steht ablehnend allem gegenüber, was in den späten 1920er Jahren en vogue war, und Motive wie kulturelle Verwirrung, moralische Desorientierung und gesellschaftlicher Umbruch treiben nicht nur die Handlung des Romans voran, sondern sind auch die Quelle des Humors des Romans.  Der Roman belegt die Einschätzung des Lexikons der Weltliteratur von Waugh als einem Zyniker und Kulturpessimisten, der „in kühler, kunstvoller Prosa mit Witz und oft überdeutlicher, farcenhafter Satire die Kuriositäten des modernen Lebens enthüllt. Waugh möchte den modernen Menschen hinweisen auf die Sinnlosigkeit seines Tuns, die Fragwürdigkeit eines absurd-phantastischen und chaotischen Daseins.“

## Handlung

### Erster Teil
Der bescheidene und zurückhaltende Theologie-Student Paul Pennyfeather wird Opfer der Streiche der Studentenvereinigung Bollinger-Klub. Weil seine Krawatte große Ähnlichkeiten mit der der Studentenvereinigung hat, wird er gezwungen, ohne Hosen durch den Hof des fiktiven Oxforder Scone Colleges zu rennen. Er wird daraufhin von seinem College wegen unsittlichen Betragens von der Universität verwiesen. Mitleidlos verabschieden ihn Vize-Dean und Kaplan des College; der letzte, der mit ihm am Tor noch ein paar Worte wechselt, ist der Portier, der vermutet, dass Paul nun Lehrer werde – so wie die meisten Herren, die wegen unsittlichen Betragens gehen müssen.
Der Streich seiner Mitstudenten kostet Paul Pennyfeather nicht nur den Studienplatz. Sein Vater hat ihm fünftausend Pfund hinterlassen, die Zinsen sollten sein Studium finanzieren. Die Bedingungen des Testaments sehen aber auch vor, dass bei einem vorzeitigen Abbruch seines Studiums Pennyfeathers Vormund die Zinsen einbehalten kann. Sein Vormund macht von dieser Testamentsbestimmung nicht nur Gebrauch, sondern hält auch fest, dass es ihm unmöglich sei, einen jungen Mann, der wegen unsittlichen Betragens die Universität verlassen musste, Obdach zu gewähren – schließlich ist der Ruf der jungen Tochter des Vormunds zu wahren. Gezwungen, sich Arbeit zu suchen, wird er Lehrer an dem obskuren Internat Llanabba in Wales, das von Dr. Fagan geleitet wird. Erfahrung und Sportgewandtheit werden in der Stellenanzeige zwar als unerlässlich bezeichnet, Dr. Fagan ist jedoch froh, überhaupt eine einigermaßen geeignete Lehrkraft zu finden. Der Rausschmiss von der Universität ist für Dr. Fagan lediglich der Vorwand, Pennyfeathers Gehalt von 120 Britische Pfund pro Jahr auf 90 Britische Pfund zu kürzen. Ansonsten hält er fest, dass niemand diesen Beruf ergreift, der nicht etwas zu verheimlichen habe.
Angekommen auf Llanabba wird Pennyfeather Lehrer der fünften Klasse. Ihm wird außerdem übertragen, den Sport zu überwachen sowie die Tischlerei und die Feuerwehrübungen. Zusätzlich muss Pennyfeather dem Schüler Beste-Chetwynde zweimal wöchentlich Orgelstunden erteilen, obwohl ihm dafür jede Qualifikation fehlt. Seine Kollegen am Internat sind alle obskur: Captain Grimes hat seit zwei Jahren an keiner Schule bislang bis zum Semesterende durchgehalten. Auf ihm lastet auch ein dunkles Geheimnis: Ein nicht näher beschriebener Vorfall während des letzten Krieges führte zu seiner unehrenhaften Entlassung; nur sein Status als ehemaliger Schüler des vornehmen Privatinternats Harrow School bewahrte ihn vor einem Kriegsgericht und einem weit schlimmeren Schicksal. Der Butler Philbrick tischt jedem eine andere Geschichte auf, warum er am Internat als Dienstbote arbeitet. Diana Fagan, die Tochter von Dr. Fagan wirtschaftet mit strenger Hand, zählt den Lehrkräften die Zuckerstücke ab und verfeuert in den Kaminen die Sportausrüstung der Schule. Pennyfeathers Kollege Prendergast ist dagegen schon seit 10 Jahren an der Schule – er war anglikanischer Geistlicher, bis ihm zur Empörung seiner Mutter Zweifel an seiner Berufung kam.
Höhepunkt des Schuljahres ist ein Sportfest, das angesetzt wird, weil sich Gräfin Circumference bereit erklärt hat, die Preise zu vergeben und auch die Mutter des Schülers Beste-Chetwynde da sein wird. Sechs Sportfeste und zwei Konzerte gab es in der vierzehnjährigen Schulgeschichte, jede einzelne Veranstaltung hat sich bislang zur Katastrophe entwickelt. Dr. Fagan hofft, dass das diesjährige Sportfest endlich die Gelegenheit ist, eine positive Presseberichterstattung zu erhalten. Whisky für die Journalisten soll dies sicherstellen. Da die Schüler sich den Auswahlkämpfen am Vortag entziehen, in dem sie vom Langstreckenlauf nicht zurückkehren, werden die Sieger vom Lehrkörper festgelegt. Am nächsten Tag fehlen Gewichte, Wurfhammer, Speer, Weit- und Hochsprunganlage, und die Hürden für den Hindernislauf haben die falsche Höhe. Dr. Fagan legt daraufhin stoisch fest, dass die Kämpfe schon alle stattgefunden haben, die Sieger bereits feststehen. Die bestellte Kapelle hat nur ein begrenztes Repertoire und spielt bevorzugt geistliche Lieder. Beim Startschuss, der mangels anderer Möglichkeiten mit einer echten Pistole ausgeführt wird, erhält der junge Tangent Circumference einen Streifschuss an der Ferse, was seine Mutter mit stoischer Gelassenheit hinnimmt. Tangent wird letztlich in Folge davon an Blutvergiftung sterben.
Beim Sportfest lernt Pennyfeather Mrs. Beste-Cherwynde kennen und wird für die Zeit der Schulferien als Tutor ihres Sohnes engagiert. Die Möglichkeit, Dr. Fagans älteste Tochter Flossie zu heiraten und so am Internat beteiligt zu werden, lehnt Pennyfeather dagegen ab. Es kommt deswegen zur Heirat zwischen Captain Grimes und Flossie. Allerdings ist die Ehe nicht lange von Bestand – drei Tage später ist Grimes verschwunden, Kleiderfunde am Meeresufer deuten darauf hin, dass er sich ertränkt hat.

### Zweiter Teil
Der Landsitz von Mrs. Beste-Cherwynde, auf dem Paul Pennyfeather nun als Privattutor für ihren Sohn arbeitet, erweist sich als gerade fertiggestellter Neubau – das vorherige Schloss, das seit der Tudorzeit unverändert Bestand hatte, ließ sie zugunsten eines von Le Corbusier inspirierten Eisenbeton-Aluminiumprojektes von Otto Silenus niederreißen. Pennyfeather hat sich in die gutaussehende Margot Beste-Cherwynde verliebt und seine Liebe findet Widerhall. Die beiden beschließen zu heiraten. Dem naiven Paul Pennyfeather bleibt jedoch verborgen, dass die Quelle des Wohlstands seiner Verlobten eine Kette von Luxus-Bordellen in Südamerika ist, für die sie in Großbritannien neue Mitarbeiterinnen rekrutiert. Noch vor der Eheschließung bittet Margot Beste-Cherwynde ihn, nach Marseille zu reisen, um die Ausreiseprobleme einiger in Großbritannien rekrutierter Frauen zu bereinigen. Nach London zurückgekehrt wird er am Tag seiner Hochzeit wegen Mädchenhandels verhaftet. Er wird zu sieben Jahre Haft verurteilt.
Das Gefängnis, in dem Paul Pennyfeather eingeliefert wird, erweist sich als ein Reformgefängnis. Trotz seiner Versicherung, er habe ein privates Internat besucht, wird er als Analphabet eingestuft und mit einer englischen Grammatik aus dem Jahre 1872 ausgestattet. Begrüßt wird er vom Gefängniskaplan, der sich als sein ehemaliger Kollege Prendergast herausstellt, dann beginnen seine vorschriftsmäßigen vier Wochen Einzelhaft:

„Die vier Wochen Einzelhaft gehörten zu den glücklichsten in Pauls Leben. Auf Komfort mußte er zwar verzichten, doch hatte ihn sein Aufenthalt im Ritz gelehrt, wie unzulänglich jeder nur materielle Komfort  ist. Er fand es eine solche Erleichterung, niemals irgendeine Entscheidung zu fällen, sich nicht um Zeit, Mahlzeiten oder Kleider kümmern und vor allem nicht ständig einen guten Eindruck machen zu müssen. Hier in seiner Zelle fühlte er sich erstmals frei.“

Die Ermordung des Gefängniskaplans Prendergast durch einen Mitgefangenen setzt jedoch den Reformbemühungen ein Ende, wenig später wird Pennyfeather in eine Strafkolonie eingeliefert. Aus Treue zu ihm heiratet Margot Beste-Cherwynde ein Regierungsmitglied und dieser arrangiert, dass Paul seinen Tod simulieren und der Haft entkommen kann. Am Ende kehrt er an sein altes Oxford College zurück. Die Leitung des College hat er überzeugt, dass er lediglich ein entfernter Verwandter des wegen unsittlichen Betragens des College verwiesenen Paul Pennyfeather ist. Der Roman endet so wie er begonnen hat – Paul sitzt in seinem Zimmer und hört die entfernten Rufe und Schreie der Mitglieder des Bollinger Klubs.

## Erzähltechnik
Der Stil in Waughs Erstlingsroman zeigt den Einfluss von Ronald Firbank, die scharf pointierten Dialoge erinnern an P. G. Wodehouse. Durch parodistische Verwendung von Akzent, Dialekt, Slang und den aufgeblasenen Stil öffentlicher Reden (der in Gegensatz zu Waughs eigenem ökonomischen Stil steht) werden die wechselnden im Laufe der Handlung auftretenden „merkwürdigen Gestalten“ charakterisiert. Waughs Stil wurde immer wieder von anderen Autoren imitiert.

## Trivia
Der Bollinger-Klub, dessen Mitglieder dem Universitätsstudium von Paul Pennyfeather ein jähes Ende setzen, ist eine Anspielung auf den Bullingdon Club, eine elitäre britische Studentenvereinigung, der unter anderem die ehemaligen britischen Premierminister Boris Johnson und David Cameron angehören. Wegen der finanziellen Verpflichtungen, die ein Klubmitglied eingeht, ist es nur wohlhabenden Studenten möglich, dort Mitglied zu sein. Die Klubmitglieder sind bekannt für ihre Alkoholexzesse.

## Verfilmungen
1969 entstand unter Regie von John Krish eine Kinoverfilmung unter dem Titel Decline and Fall... of a Birdwatcher. Darsteller waren Robin Phillips als Paul Pennyfeather, Donald Wolfit als Dr. Fagan, Geneviève Page als Margot Beste-Chetwynde und Colin Blakely als Philbrick. Der Film war an den Kinokassen wenig erfolgreich und kam nicht in die deutschsprachigen Kinos.
2017 entstand für die BBC unter Regie von Guillem Morales der insgesamt dreistündige Fernseh-Mehrteiler Decline and Fall. Die Hauptrollen übernahmen Jack Whitehall als Paul Pennyfeather, David Suchet als Dr. Fagan und Eva Longoria als Margot Beste-Chetwynde. Die Fernsehverfilmung erntete überwiegend freundliche Kritiken.

## Ausgaben
- 1928 Decline and Fall
  - Auf der schiefen Ebene, dt. von Hermen von Kleeborn. Die Arche, Zürich 1953
  - Neuübersetzung: Auf der schiefen Ebene, dt. von Ulrike Simon. Diogenes, Zürich 1984, ISBN 3-257-21173-2
  - zweite Neuübersetzung: Verfall und Untergang, dt. von Andrea Ott. Diogenes, Zürich 2014, ISBN 978-3-257-06895-5

## Einzelbelege
1. ↑   1000 Novels everyone must read: the definitive List, abgerufen am 4. Juli 2016.
2. ↑  The Guardian:The best British novel of all times - have international critics found it?, aufgerufen am 4. Juli 2016
3. ↑  Frank Kermode: Decline and Fall (Introduction). Everyman’s Library, London 1993, ISBN 1-85715-156-9, S. x (englisch).
4. ↑  David Bradshaw, Introduction S.xviii Penguin 2001, Decline and Fall ISBN 978-0-14-118090-8.
5. ↑  David Bradshaw, Introduction SXXXV/XXVIi Penguin 2001, Decline and Fall ISBN 978-0-14-118090-8.
6. ↑  Gero von Wilpert (Hrsg.): Lexikon der Weltliteratur. Band 2. dtv, München 1997, ISBN 3-423-59050-5, S. 1608.
7. ↑   Waugh: Auf der schiefen Ebene, Diogenes Verlag 1984, S. 12.
8. ↑   Waugh: Auf der schiefen Ebene, Diogenes Verlag 1984, S. 14.
9. ↑   Waugh: Auf der schiefen Ebene, Diogenes Verlag 1984, S. 21.
10. ↑   Waugh: Auf der schiefen Ebene, Diogenes Verlag 1984, S. 28.
11. ↑   Waugh: Auf der schiefen Ebene, Diogenes Verlag 1984, S. 21.
12. ↑   Waugh: Auf der schiefen Ebene, Diogenes Verlag 1984, S. 39.
13. ↑   Waugh: Auf der schiefen Ebene, Diogenes Verlag 1984, S. 70.
14. ↑   Waugh: Auf der schiefen Ebene, Diogenes Verlag 1984, S. 58.
15. ↑   Waugh: Auf der schiefen Ebene, Diogenes Verlag 1984, S. 73.
16. ↑   Waugh: Auf der schiefen Ebene, Diogenes Verlag 1984, S. 81.
17. ↑   Waugh: Auf der schiefen Ebene, Diogenes Verlag 1984, S. 131.
18. ↑   Waugh: Auf der schiefen Ebene, Diogenes Verlag 1984, S. 161.
19. ↑   Waugh: Auf der schiefen Ebene, Diogenes Verlag 1984, S. 184.
20. ↑   Waugh: Auf der schiefen Ebene, Diogenes Verlag 1984, S. 193.
21. ↑   Waugh: Auf der schiefen Ebene, Diogenes Verlag 1984, S. 199. Übersetzung von Ulrike Simon.
22. ↑  J. v. Ge.: Evelyn Waugh: Decline and Fall. In: Kindlers Neues Literatur-Lexikon. Bd. 17. München 1996, S. 439.
23. ↑  Internet Movie Database: Decline and Fall... of a Birdwatcher. Abgerufen am 3. Juni 2023.
24. ↑  Internet Movie Database: Decline and Fall. Abgerufen am 3. Juni 2023.
25. ↑  Decline and Fall - Rotten Tomatoes. Abgerufen am 3. Juni 2023 (englisch).